# Walther Schroth
Walther Schroth (3 de junio de 1882 - 6 de octubre de 1944) fue un general de la Wehrmacht de la Alemania Nazi durante la II Guerra Mundial. Fue condecorado con la Cruz de Caballero de la Cruz de Hierro.
Schroth sirvió en el "Tribunal de Honor Militar", un consejo de guerra que expulsó del ejército a muchos de los oficiales involucrados en el complot del 20 de julio antes de entregarlos al Tribunal del Pueblo. Schroth murió en un accidente de automóvil en octubre de 1944.

## Condecoraciones
- Cruz de Caballero de la Cruz de Hierro el 9 de julio de 1941 como General der Infanterie y comandante del XII. Armeekorps[1]